# H&R Firearms
Harrington & Richardson Arms Company (ou H&R) est une marque américaine d'armes à feu et une filiale de JJE Capital Holdings. H&R a cessé sa production indépendante le 27 février 2015.

## Histoire
La société H&R d'origine est en activité pendant plus d'un siècle, de 1871 à 1986.
Frank Wesson, frère de Daniel B. Wesson, cofondateur de Smith & Wesson, crée une entreprise de fabrication d'armes à feu en 1859, partageant un premier brevet avec Nathan Harrington. Wesson a produit des carabines à deux détentes, des pistolets à éperon et des carabines et fusils de poche populaires pour les modèles à étui court, tels que les fusils de poche compacts Topper, dont la production a été interrompue. En 1871, il entame un bref partenariat avec le neveu de Harrington, Gilbert Henderson Harrington (en), sous le nom de Wesson & Harrington, jusqu'à ce qu'Harrington le rachète en 1874.
En 1875, Harrington et un autre ancien employé de Wesson, William Augustus Richardson, forment la nouvelle Harrington & Richardson Company. En 1888, l'entreprise est constituée en société sous le nom de « The Harrington & Richardson Arms Company ». Le capital investi à l'origine s'élève à 75 000 dollars. Harrington est président, Richardson trésorier et George F. Brooks secrétaire. Après le décès d'Harrington et de Richardson en 1897, Brooks devient le gérant et la société est détenue par les héritiers Edwin C. Harrington (fils de Gilbert Harrington) et Mary A. Richardson (épouse de William Richardson).
En 1894, l'entreprise ouvre une nouvelle usine sur Park Avenue à Worcester, dans le Massachusetts. Quelques années plus tard, l'usine est à nouveau agrandie. Les carabines et fusils de chasse originaux de ces dates sont rares en raison de leur production limitée et de l'abandon de certaines pièces.
En 1950, l'entreprise ouvre de nouvelles installations sur la rue Cockburn à Drummondville, au Québec.
Dans les années 1960, H&R est rachetée par la société Kidde (en) et dirigée par la famille Rowe. La société H&R d'origine cesse ses activités en 1986 et le bâtiment est démoli.
Une nouvelle société, H&R 1871, Inc. est créée en 1991 et commence à produire des revolvers, des fusils à un coup et des fusils de chasse en utilisant les modèles originaux de H&R. En novembre 2000, les actifs de H&R 1871, Inc. sont vendus à H&R 1871, LLC, une société à responsabilité limitée du Connecticut détenue par Marlin Firearms. H&R 1871, LLC. n'a pas étendu la garantie de ses produits aux fusils H&R fabriqués avant le rachat par la LLC.
Marlin, y compris tous ses actifs H&R, est ensuite racheté par Remington Arms Company en décembre 2007. Remington, ainsi que ses filiales Marlin et H&R, font désormais partie de la Remington Outdoor Company (en). La production de H&R 1871 cesse le 27 février 2015.
Dans le cadre de la vente aux enchères de Remington Outdoor Company (en), la société est vendue à JJE Capital Holdings, LLC. JJE possède actuellement plusieurs entreprises de fabrication d'armes à feu, dont Lead Star Arms et Palmetto State Armory. Bien qu'il n'y ait pas eu de déclaration officielle, les médias sociaux de Palmetto State Arms indiquent que JJE pourrait produire des fusils M1 Garand sous la marque H&R.

## Sièges et usines
- La société Wesson & Harrington est installée au 18 Manchester Street, à Worcester (Massachusetts), de 1871 à 1877.
- La société Harrington & Richardson est installée au 31 Hermon Street, à Worcester (Massachusetts), de 1877 à 1894.
- William Richardson vivait au 921 Main Street à Worcester.

Certaines des autres adresses d'usines utilisées par Harrington & Richardson :
- Harrington & Richardson Arms Co., 243 Park Ave, Worcester, Mass.
- Harrington & Richardson Arms Co., 320 Park Ave, Worcester, Mass.
- Harrington & Richardson Arms Co., 439 Park Ave, Worcester, Mass.
- Harrington & Richardson Arms Co., 484 Park Ave, Worcester, Mass.
- H&R 1871, Inc., 60 Industrial Rowe, Gardner, Mass.
- H&R 1871, LLC., P.O. Box 1871, Madison, N.C. 27025 (bureaux d'entreprise)
- H&R 1871, LLC. 14 Hoefler Ave, Ilion, N.Y. 13357 (installations de production)

## Contributions militaires
H&R fabrique des pistolets de détresse pendant la Première Guerre mondiale et diverses armes à feu pendant la Seconde Guerre mondiale, notamment le pistolet-mitrailleur Reising M50 et un fusil d'entraînement de calibre 22 pour l'USMC, le Leatherneck, décliné en plusieurs modèles. H&R obtient un contrat pour produire le M1 Garand pendant la guerre de Corée, mais les premières livraisons n'ont lieu qu'après l'armistice. H&R est le fabricant exclusif de la version d'essai américaine du FN FAL, appelée fusil T48 (en), lors des essais visant à sélectionner un fusil de service pour remplacer le M1 Garand, mais le département de l'armement de l'armée américaine adopte plutôt le T44 dérivé du M1 comme US Rifle M-14, attribuant à H&R l'un des trois contrats pour produire le fusil M14 pendant le cycle de production de ce fusil (1959-1964). H&R fabrique également des fusils M16A1 pendant la guerre du Viêt Nam et est l'un des quatre fabricants (avec Colt, Fabrique Nationale et GM Hydramatic Division) à avoir produit une variante officielle du M16 pour l'armée américaine. En raison de leur relative rareté, toutes les armes militaires H&R sont considérées comme très recherchées par les collectionneurs.

## Produits

### Cartouches

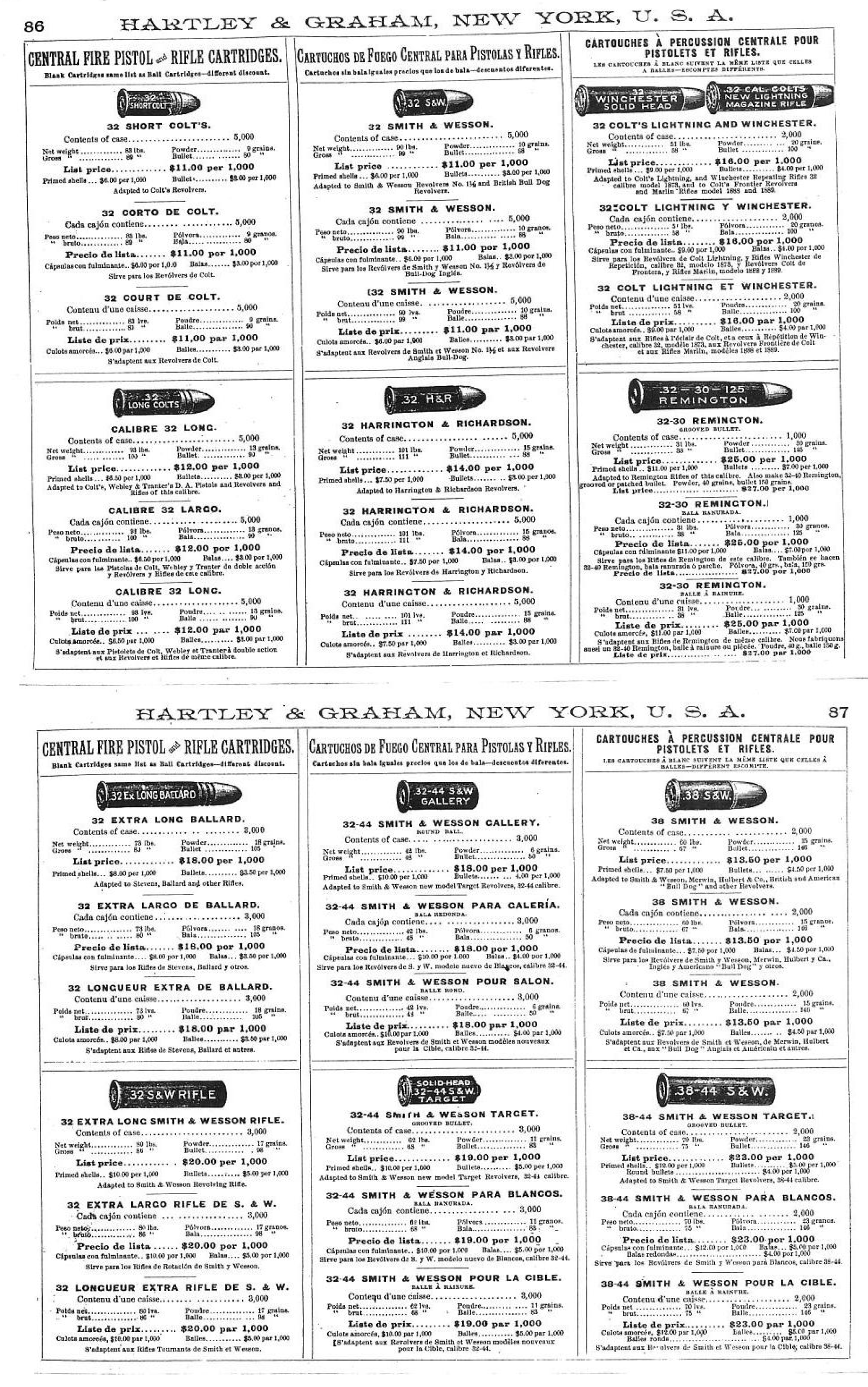
Catalogue Hartley & Graham de 1889, cartouches à feu central de calibre 32, commercialisant la cartouche Harrington & Richardson de calibre 32. Notez la charge de 15 grains de poudre noire sous un projectile de 88 grains, et la rainure décrite sur la balle juste à l'extérieur du col de l'étui. Le .32 S&W Long n'est pas représenté ici car il n'a été inventé qu'en 1896.

Au milieu des années 1880, Harrington & Richardson met au point la cartouche .32 Harrington & Richardson (.32 H&R) pour ses revolvers à 6 coups à large cadre de calibre 32, en particulier les revolvers à double action à éjection manuelle et à éjection automatique. La cartouche .32 H&R est de taille plus longue que beaucoup d'autres cartouches de pistolet de calibre .32 contemporaines, y compris les .32 S&W, .320 Revolver et .32 Long Colt (en), et est chargée avec une solide charge de 15 grains de poudre noire sur un projectile de 88 grains (par rapport à la charge de 10 grains du .32 S&W, ou de 13 grains du .32 Long Colt). Ce type de chargement, très répandu à l'époque, rend le .32 H&R presque aussi puissant que la cartouche de fusil .32-20 Winchester. La cartouche peut également être identifiée par une rainure distincte creusée dans la balle de plomb juste à l'extérieur du col de l'étui.
Comme le .32 Long Colt (en), le .32 H&R à poudre noire a finalement été rendu obsolète par la popularité du .32 S&W Long introduit en 1896 et le développement des poudres sans fumée. Il convient de noter qu'il ne faut pas confondre le .32 H&R à poudre noire mis au point dans les années 1880 avec le .32 H&R Magnum moderne à poudre sans fumée, mis au point plus de 100 ans plus tard, en 1984.
En 1983, Harrington & Richardson collabore avec Federal Cartridge Company (en) pour développer conjointement le .32 H&R Magnum.
Le .32 H&R Magnum offre des performances nettement supérieures à celles de la plupart des autres cartouches d'armes de poing de calibre .32, comme le .32 ACP, et est considéré comme une cartouche efficace pour la chasse au petit gibier. Sa vitesse plus élevée offre une trajectoire plate, tandis que le poids léger de la balle permet un faible recul.

### Revolvers
- Model 1, calibre .32 à 7 coups ou calibre .38 à 5 coups, détente à éperon, simple action, canon octogonal de 3 pouces, cylindre cannelé, monture plate, crosse carrée à poignée de scie, poignées en noyer ou en caoutchouc noir quadrillé, marquées HARRINGTON & RICHARDSON, WORCESTER, MASS. PAT. MAY 23, 1876. Environ 3 000 exemplaires ont été fabriqués en 1877 et 1878.
- Model 1 1⁄2, calibre 32, détente à éperon, revolver à simple action, barillet à 5 coups (10 000 exemplaires ont été fabriqués entre 1878 et 1883).
- Model 2 1⁄2 identique au modèle 1 1⁄2 mais canon de 3,25 pouces et barillet à 7 coups (5 000 exemplaires ont été fabriqués entre 1878 et 1883).
- Model 3 1⁄2, calibre .38 rimfire, canon de 3,5 pouces, barillet à 5 coups (1 000 exemplaires ont été fabriqués).
- Model 1880 Double Action, calibre .32 S&W ou .38 S&W ; 5 ou 6 coups. Revolver à carcasse solide avec barillet amovible et tige d'éjection fixe sous le canon, panneaux de poignée en caoutchouc dur avec motif floral, finition nickel, marqué sur le dessus du canon avec le nom et l'adresse de la société uniquement, 3 1⁄4 ; canon, mécanisme et carcasse modifiés de type American Double Action. Fabriqué en 1880-1883.
- Young America Double Action (petit revolver à âme pleine à percussion centrale). Fabriqué de 1884 à 1941. Calibres .22 rimfire et .32. La longueur standard du canon est de 2 1⁄2 pouces (1 500 000 exemplaires ont été fabriqués). Premier modèle fabriqué entre 1884 et 1904, conçu pour les cartouches à poudre noire. Le deuxième modèle, fabriqué entre 1905 et 1941, est conçu pour les cartouches modernes à poudre sans fumée.
- Young America Bulldog (petit revolver à cadre solide à percussion annulaire). Calibre : .32 à percussion annulaire
- Young America Safety Hammer (petit revolver à percussion centrale à armature solide avec chien bobiné). Marteau de sûreté breveté en 1887. Calibres : .22 et .32.
- Vest-Pocket Self-Cocker (Identique au Vest Pocket Safety Hammer, mais sans la demi-séquence d'armement). Certains pontets installés sur ce modèle comportaient des découpes permettant l'installation de la gâchette d'armement. Les premiers modèles étaient dotés d'un canon octogonal de 2 1⁄2 pouces et d'une mire, tandis que les modèles ultérieurs étaient équipés d'un court canon rond de 1 pouce, sans mire. Calibres : .22 et .32.
- Vest Pocket Safety Hammer (petit revolver à percussion centrale à armature solide avec chien bobiné et canon rond raccourci). Marteau de sûreté breveté en 1887. Calibres : .22 et .32.
- Victor (Cylindre non cannelé, canon rond) Disponible en petit et grand cadre. Calibres : .22, .32 et .38.
- The American Double Action (grand revolver à percussion centrale à carcasse pleine). Fabriqué entre 1883 et 1941. Calibres : .32, .38 et .44 (850 000 exemplaires ont été fabriqués).
- H&R Bulldog (grand revolver à cadre solide à percussion annulaire). Calibre : .32 à percussion annulaire.
- Top-break Shell Extracting Revolver (Modèle à éjection manuelle) .32 S&W, .32 H&R, ou .38 S&W ; 5 ou 6 coups. Construit sur la même carcasse que le Second Model Auto Ejecting, et dispose d'une goupille centrale à ressort faisant saillie sous le canon qui est utilisée pour actionner manuellement l'étoile d'éjection. Canon de 3 1/4 po, poignées en caoutchouc dur avec logo de la cible, finition nickel ou bleue, une date de brevet. Fabriqué en 1886-1888.
- Top-Break Automatic Ejecting Model 1 .32 S&W, .32 H&R, ou .38 S&W ; 5 ou 6 coups ; plaquettes de poignée en caoutchouc dur avec motif floral, 3 1⁄4 in. canon, mécanisme et monture American Double Action modifiés, finition nickel, première variante marquée sur le dessus du canon avec le nom et l'adresse de la société uniquement et deux tiges de guidage pour l'éjecteur (1885-1886), deuxième variante date de brevet 10-4-87 marquée sur le dessus du canon avec le nom et l'adresse de la société, l'extracteur n'a pas de tiges de guidage supplémentaires (1887-1889). Fabriqué en 1885-1889.
- Top-Break Automatic Ejecting Model 2 .32 S&W, .32 H&R, ou .38 S&W ; 5 ou 6 coups ; mécanisme d'éjection et charnière améliorés, nouvelle monture, finition nickel, poignées en caoutchouc dur avec logo target, 2 1⁄2 in., 3 1⁄4 in. Canons de 4 in., 5 in. et 6 in. Marqué avec les dates de brevet Oct 4 '87, May 14 & Aug 6 '89. Fabriqué entre 1889 et 1896.
- Top-Break Automatic Ejecting Model 3 .32 S&W, .32 H&R. .32 S&W Long, ou .38 S&W ; 5 ou 6 coups ; vis de charnière améliorée, nouvelle monture, finition nickel ou bleue, poignées en caoutchouc dur avec logo target, 2 1⁄2 in, 3 1⁄4 in, canon de 4 in, de 5 in et de 6 in. Les premiers modèles sont marqués d'une date de brevet du mois de mai et d'une date d'expiration du brevet. Les premières variantes portent les dates de brevet suivantes : 14 mai, 6 août 1989, 2 avril 1995, 7 avril 1996 ; les variantes ultérieures ont supprimé les dates de brevet et portent la mention du calibre sur le canon. Les variantes ultérieures à poudre sans fumée peuvent être identifiées par un marquage de cartouche sur la gauche du canon. Fabriqué entre 1896 et 1940.
- Premier Model .22 Rimfire 7 coups, .32 S&W 5 coups. Revolver à double action de petite taille, portant l'inscription "PREMIER" ou "H.&R. PREMIER" sur le côté gauche du canon. Introduit en 1895 et abandonné en 1941. Les modèles Premier se distinguent visuellement des modèles à éjection automatique par l'ajout de longues encoches horizontales d'arrêt du barillet.
- H&R Knife Pistol (.32, .38 fabriqués en 1901)
- Safety Hammer Double Action Marteau de sécurité breveté en 1887. Calibres : .32, .38 et .44 (fabriqués entre 1890 et 1941).
- NEF Model R92 (.22 LR 9 coups, .22 WMR 6 coups)
- H&R Sportsman (.22 LR revolver à neuf coups canon de 6 pouces - finition bleuie)
- H&R model 532
- H&R model 604 (.22 WMRF revolver à six coups, bleu, canon rond)
- H&R model 622 (.22 LR revolver à six coups à percussion)
- H&R model 623 (.22 LR revolver à six coups à percussion, identique au 622 mais en nickel brossé)
- H&R model 632 (.32 cal)
- H&R model 642 (.22 WMRF six coups)
- H&R model 649 (.22 LR & .22 WMR revolver à six coups, double ou simple action)
- H&R Model 660 Gunfighter (Revolver .22LR, fabriqué dans les années 1960)
- H&R Model 666 (.22 LR ou .22 WMR, double action avec canon de 6 pouces et barillet à 6 coups. Bleu avec poignées en plastique. Fabriqué de 1976 à 1982.)
- H&R Model 676 (.22 LR & .22 WMR, double action avec canon de 4-1/2, 5-1/2, 7-1/2 & 12 pouces et barillet à 6 coups. Bleu avec poignées en bois. Fabriqué de 1976 à 1980.)
- H&R model 686 (.22 LR & .22 MAG)
- H&R model 700
- H&R model 722 (.22 LR, simple action avec canon octogonal de 6 pouces et barillet à 7 coups. Bleu avec poignées en bois. Anciennement connu sous le nom de modèle "Trapper".)
- H&R model 732 (.32 long cylindre à six coups)
- H&R model 733 (Identique au modèle 732 mais en nickel brossé)
- H&R model 777 Ultra Sportsman (.22 LR revolver à neuf coups)
- H&R model 829 (.22 LR revolver à neuf coups) Cylindre pivotant à 9 coups, double ou simple action)
- H&R model 900 (.22 LR revolver à neuf coups) Cylindre amovible à 9 coups, double ou simple action, canons 2 1⁄2", 4" et 6" disponibles
- H&R model 904 (Revolver à neuf coups en .22 LR) Cylindre à 9 coups Swingout, double action, canon muni d'un rail. Livré avec une poignée en bois.
- H&R model 922 (.22 LR revolver à neuf coups)
- H&R model 922-C (.22 LR revolver à neuf coups) Identique au 922 mais avec une finition en nickel.
- H&R model 923 (.22 LR revolver à neuf coups)
- H&R model 925 (.32 cal. revolver)
- H&R model 925 "Defender" (.38ctg revolver à cinq coups canon de 4 pouces - finition bleuie)
- H&R model 926 (.22 WRF revolver à neuf coups)
- H&R model 929 (.22 LR revolver à neuf coups, finition bleuie)
- H&R model 930 (.22 LR & revolver à neuf coups, finition nickel)
- H&R model 933 Hunter (Revolver .22 LR à neuf coups, fabriqué entre 1930 et 1939.)
- H&R model 925 (.38 cal. revolver)
- H&R model 939 Ultra Sidekick (.22 LR à double action). Introduit en 1956[11].
- H&R model 944 22 Special (.22 LR revolver à sept ou neuf coups, cran de mire réglable, cran de mire fixe en laiton jaune)
- H&R model 949 (.22 LR revolver à neuf coups)
- H&R model 950 (.22 LR revolver à neuf coups, nickel)
- H&R model 999 (.22 LR revolver à neuf coups à brisure supérieure)

Notes :
- Les revolvers à armature solide d'avant 1898 étaient conçus pour être utilisés avec des charges de poudre noire. L'utilisation de cartouches à poudre sans fumée avec ces revolvers peut endommager le revolver et/ou blesser l'utilisateur ;
- Beaucoup des armes ci-dessus sont estampillées "H&R .22 Special"/".22 W.R.F." ou ".22 Winchester Rim Fire".

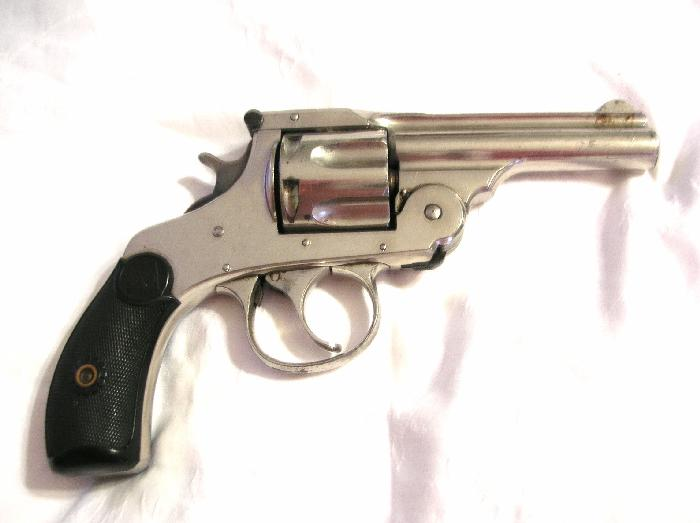
Revolver H&R de conception Top-Break
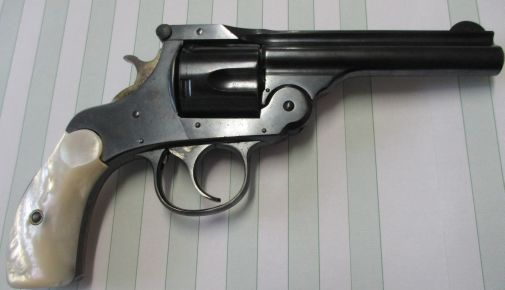
Modèle à brisure précoce avec poignées perlées d'usine.
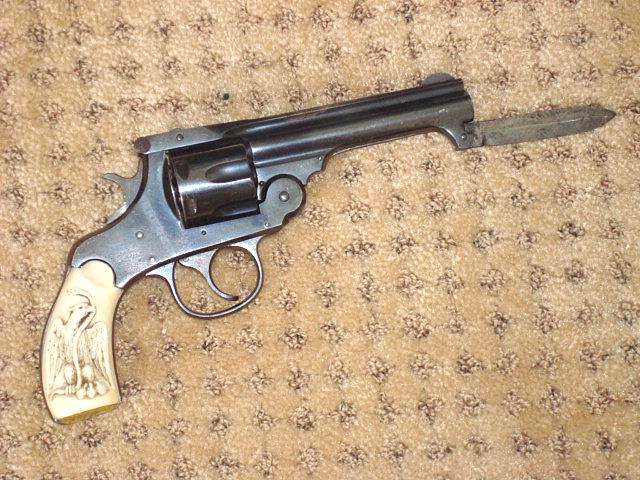
Revolver H&R de type Top-Break avec couteau
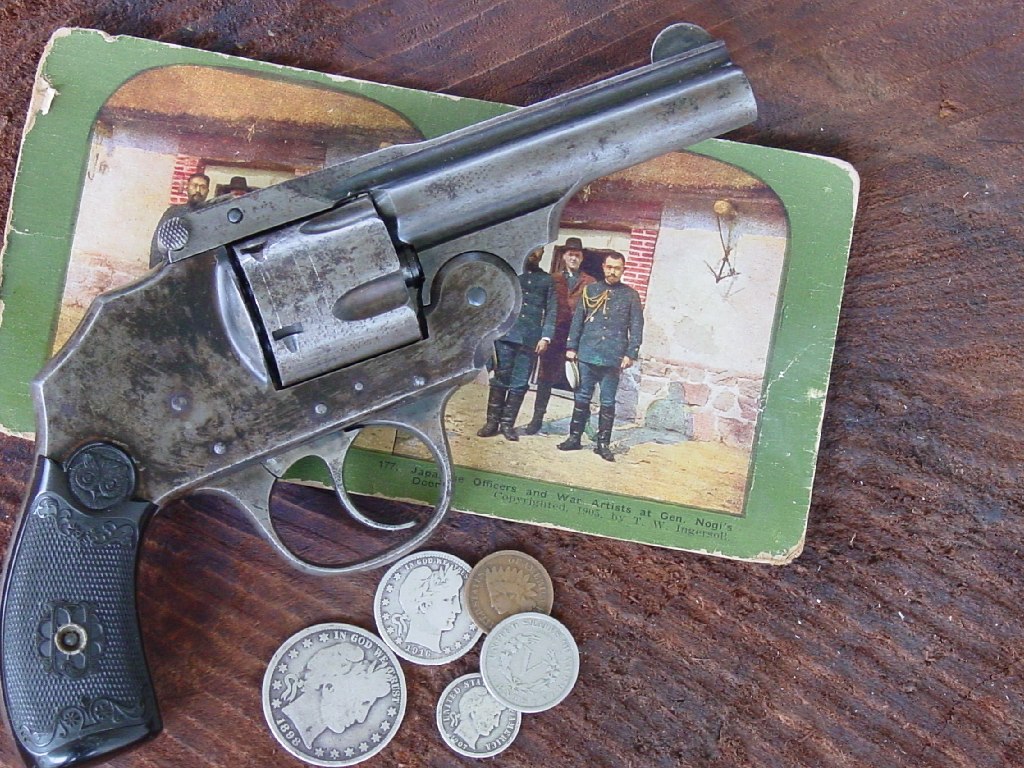
Le troisième modèle du .38 S&W H&R Hammerless Safety est sorti en 1909. Les ressorts plats communs aux deux premiers modèles ont été remplacés par du fil hélicoïdal.
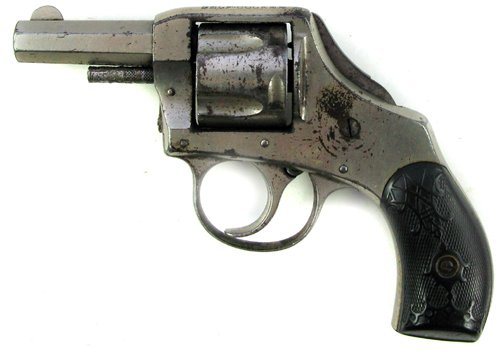
H&R Vest-Pocket Self-Cocker (ancien modèle)
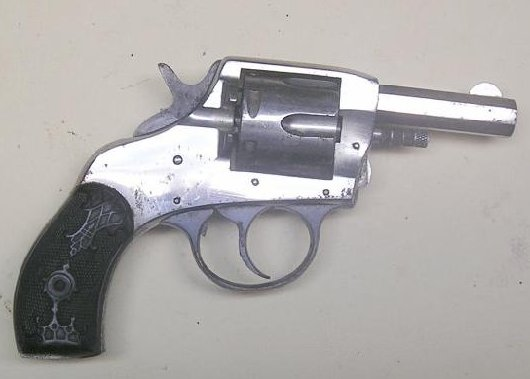
H&R The American Double Action
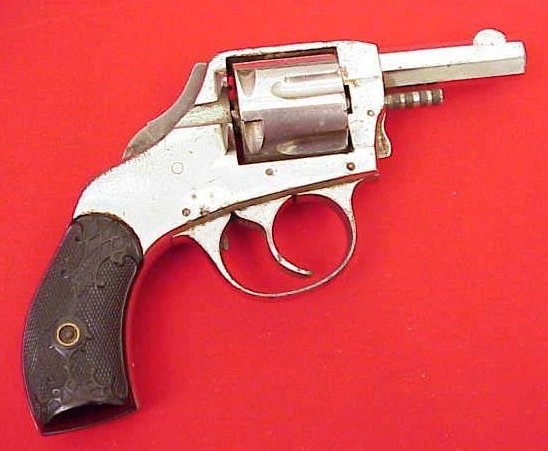
H&R Double Action Safety Hammer
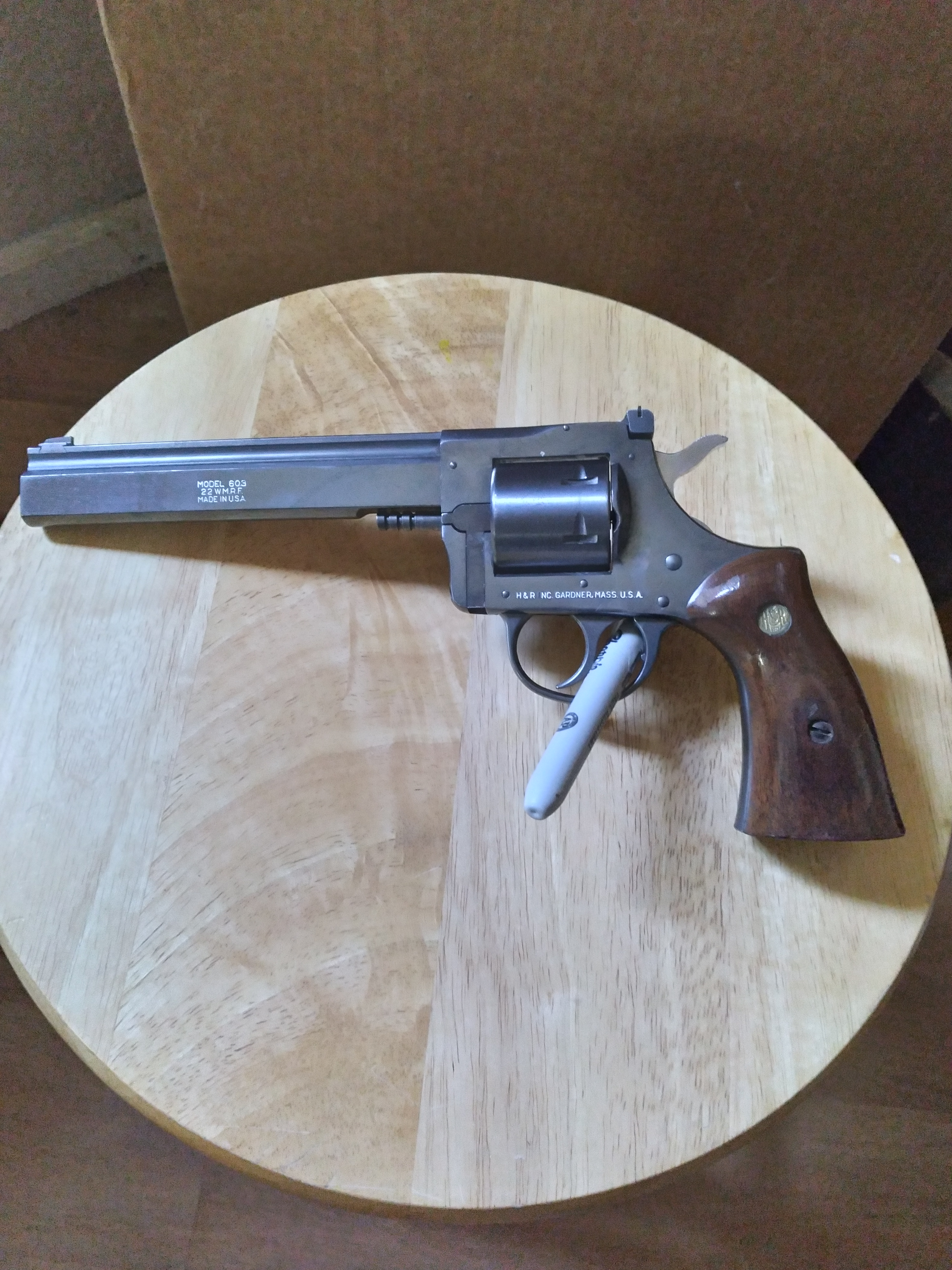
H&R Modèle 603 en 22 WMR. Fabriqué entre 1980 et 1983.
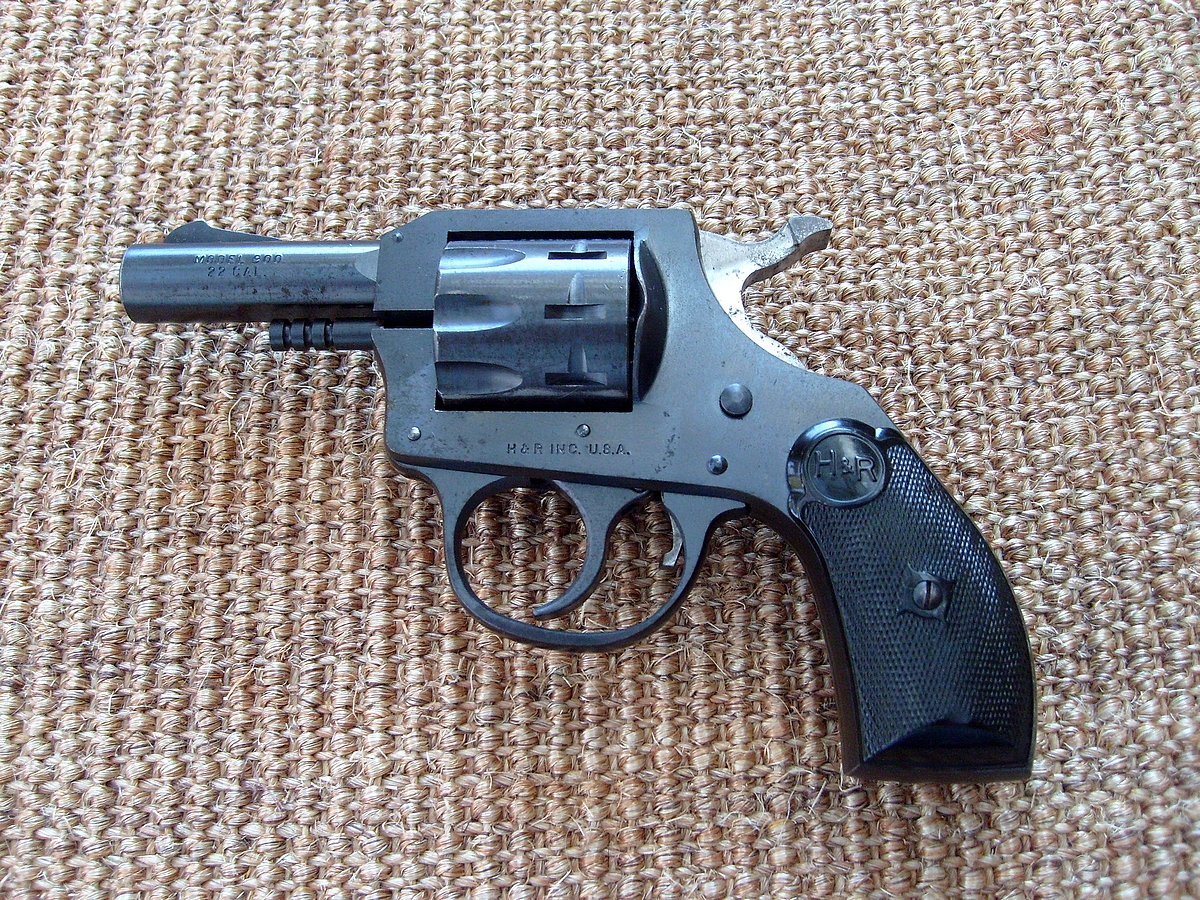
Revolver H&R modèle 900 9 coups .22
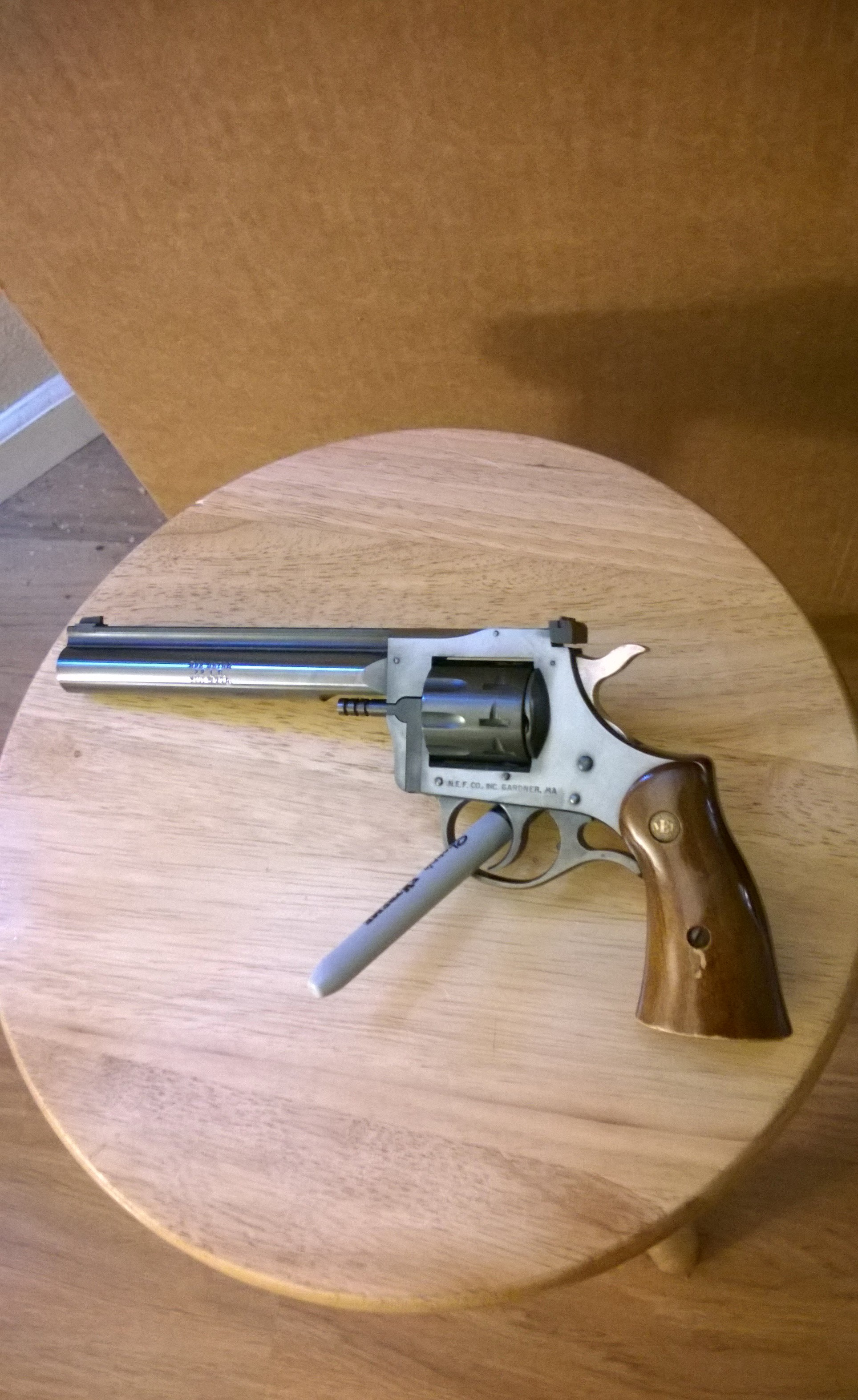
NEF R92 Ultra en .22 LR. Fabriqué en 1990[12].

### Pistolets

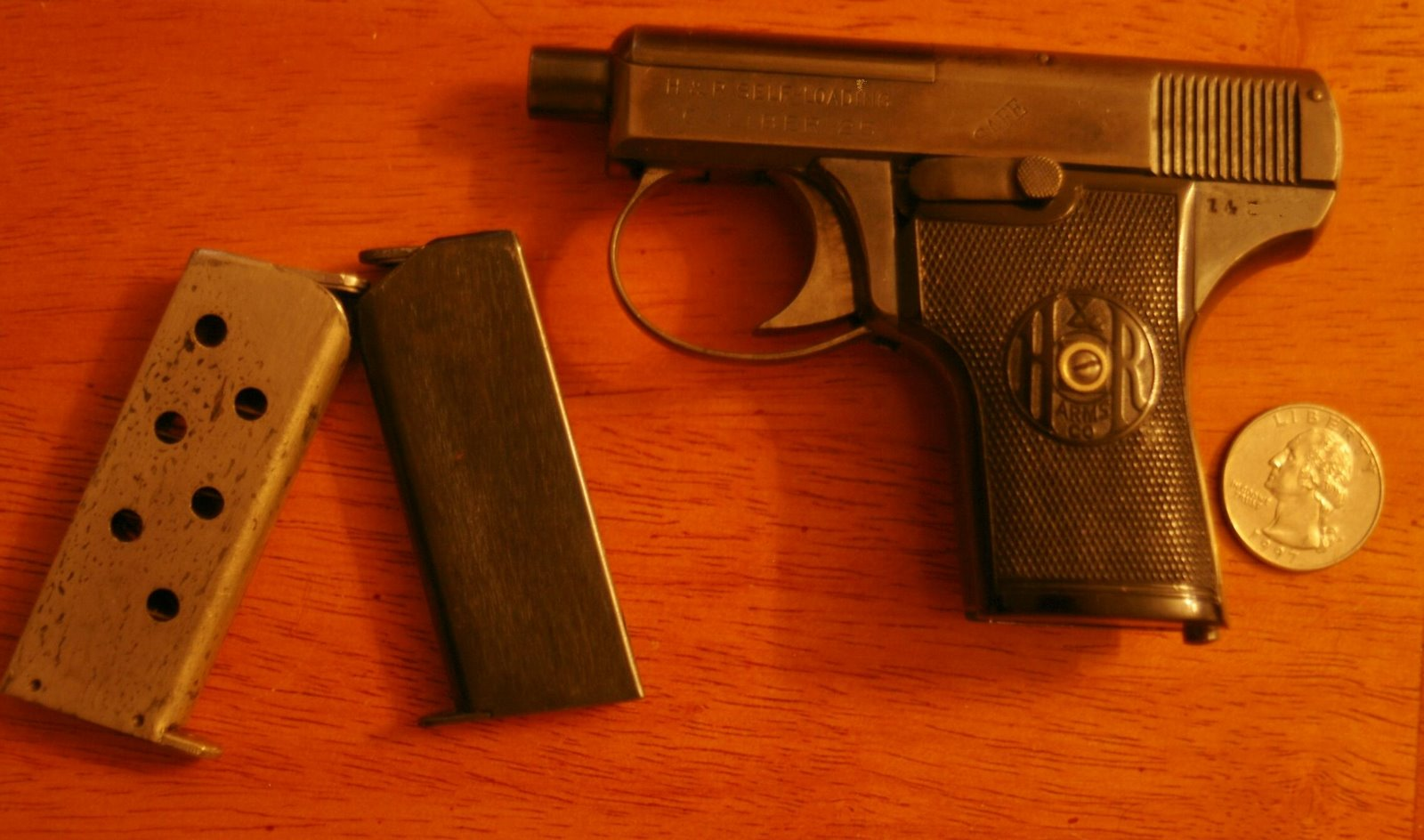
Pistolet automatique H&R

- Pistolet automatique H&R. Calibres .32 ACP et .25 ACP.
- HK4. De 1968 à 1973, le HK4 de Heckler & Koch a été importé d'Allemagne et vendu aux États-Unis sous la marque Harrington & Richardson modèle HK4.

### Handy-Guns

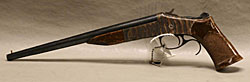
H&R Handy Gun

- H&R 'Handy-Gun (en)' (pistolet à un coup à brisure par le haut, calibre 28, calibre .410) fabriqué entre 1920 et 1934[13]
- H&R 'Handy-Gun' (pistolet à brisure supérieure à un coup, .22 rimfire et 32-20) fabriqué en 1933–1934[14]

### Fusils de chasse

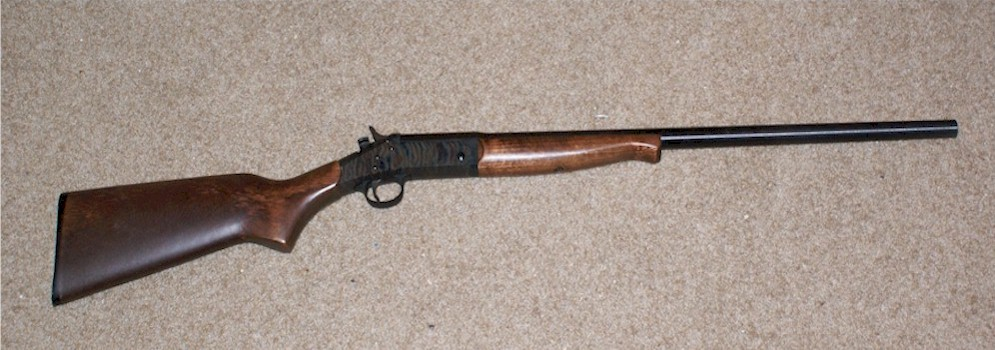
Fusil de chasse 20 GA NEF Pardner

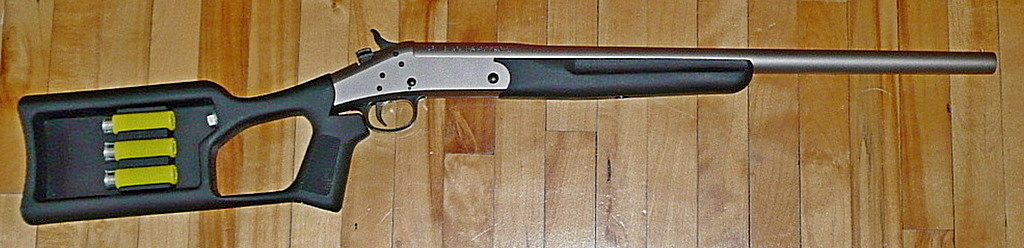
Fusil de chasse H&R Tamer 20 GA

- Pardner shotgun (à un coup). Disponible dans les calibres 10, 12, 16, 20, 28 et en calibre .410. Les modèles jeunes/compacts sont disponibles en versions à canon court de 8, 10 et 12 pouces avant les modèles 1911, Tamer et Survivor, en plus du Pardner standard.
- Survivor shotgun (à un coup). Disponible uniquement en calibre .410/.45 Colt. Disponible en finition bleuie ou nickel chimique, avec une crosse en polymère dotée d'un trou pour le pouce et d'une poignée pistolet, ainsi que d'un compartiment de rangement pratique. Même crosse que la carabine Survivor .308 Winchester.
- Tamer shotgun (à un coup). Également connu sous le nom de "Snake Tamer" (dompteur de serpents), c'est un fusil de chasse qui ressemble à un charmeur de serpents (en). Disponible en calibre 20 ou en .410 Bore/.45 Colt uniquement. Disponible en finition bleuie ou en finition nickel chimique avec une crosse en polymère dotée d'un trou pour le pouce et d'une poignée pistolet. Le côté droit de la crosse est ouvert et permet de ranger trois cartouches de calibre 20 ou quatre cartouches de calibre .410.
- Topper shotgun (à un coup). Disponible dans les calibres 12, 16 et 20, et en calibre .410. Modèles originaux de production rare en modèles Youth/compact à canon court classique, Deluxe, Classic, et Trap disponibles en plus du Topper standard.
- Ultra-Slug shotgun (à un coup). Jauges 12 et 20 disponibles. Canons rayés. Modèle compact disponible avec canon de 8, 10 et 12 pouces pour les modèles antérieurs à 1911. Les productions postérieures à 1911 ne sont pas disponibles en version compacte.
- Pardner Pump shotgun  (importé). (En cours de production). Marque NEF (New England Firearms). Calibres 12 et 20 disponibles. Fabriqué par Hawk Industries, Chine. Modèles Youth/compact, Turkey et Waterfowl disponibles en plus du modèle standard Pardner Pump.
- Excell Auto shotgun  (Abandonné). Marque NEF (New England Firearms). Calibre 12 uniquement. Fabriqué en Turquie. Il existait des modèles pour le gibier d'eau et pour la dinde en plus du modèle standard en synthétique noir Excell. Existe aussi en combo pack avec un canon standard et un canon rayé. Livré avec 4 tubes d'étranglement : IC, M, IM et F. Abandonné en raison du manque de disponibilité des pièces.
- Pinnacle
- Gamester (action à verrou). Calibres 16 et 12.

### Fusils
- Handi-Rifle (Coup unique) : Calibres : .17 HMR, .204 Ruger, .22 LR, .22 WMR, .22-250 Remington, .223 Remington, .22 Hornet, .243 Winchester, .25-06 Remington (en), .270 Winchester, .280 Remington (en), 7 mm-08 Remington, .308 Winchester, .30-06 Springfield, .30-30 Winchester, .300 AAC Blackout (en), .444 Marlin (en), .45 Colt, .45-70 Government, et .500 S&W.Également disponible avec des paires de canons d'armes de poing/de balles rayées en .357 Magnum/calibre 20 et .44 Magnum/calibre 12[15]. Modèles standard, synthétique, Superlight, Ultra Varmint, Ultra Hunter, Buffalo Classic, CR Carbine et Sportster disponibles. Une version avec un canon fileté de 16" chambré en .300 AAC Blackout (en) est fabriquée pour Advanced Armament Corporation (en)[16].
- Ultra-Varmint-Rifle (à un coup) : La crosse et l'avant sont fabriqués en bois dur stratifié durable, et ce fusil à un coup d'une précision mortelle est doté d'un canon de 24 pouces qui stabilise les balles. Il est chambré en trois calibres populaires contre les nuisibles : .223 Remington, .22 WMR et .243 Win.
- Survivor Rifle (à un coup) : disponible en .223 Winchester et .308 Winchester. Disponible en finition bleuie ou nickel chimique, avec une crosse en polymère dotée d'un trou pour le pouce et d'une poignée pistolet, ainsi que d'un compartiment de rangement pratique. Même crosse que le fusil de chasse Survivor en .410/45.
- Sportster (à un coup) : Carabine à percussion annulaire. Disponible en .17 HMR, .22 LR et .22 mag.
- H&R 330 : Fabriqué de 1968 à 1972, ce modèle est une action FN Mauser que Harrington et Richardson ont achetée en surplus et produite en fusils de chasse sporterisés (en) utilisant des canons Douglas et des crosses conventionnelles, chambrés en 7 mm Remington Magnum[17].
- H&R M12 5200 : Un concurrent de la carabine Winchester Model 52 (en). Fusil à verrou .22 LR à un coup. Elle était dotée d'un canon lourd de 28 pouces en acier bleui, d'une crosse surdimensionnée en noyer et d'un rail d'accessoires à l'avant.
- H&R Model 700 : Fusil semi-automatique .22 Magnum
- H&R Model 765/766 'Pioneer' : Le 766 est produit de 1949 à 1950 en finition nickel, tandis que le 765 est produit de 1950 à 1951 en finition bleuie. .22 S/L/LR, un coup à verrou.
- H&R Model 760 : .22 LR produit en 1967, 1968 et 1971. Fusil à un coup.
- H&R Model 155 'Shikari' : Année de fabrication : 1973-1981. Il s'agit d'un canon à un coup disponible en 12ga, 20ga shotgun ainsi qu'en 44mag, 45-70 govt.

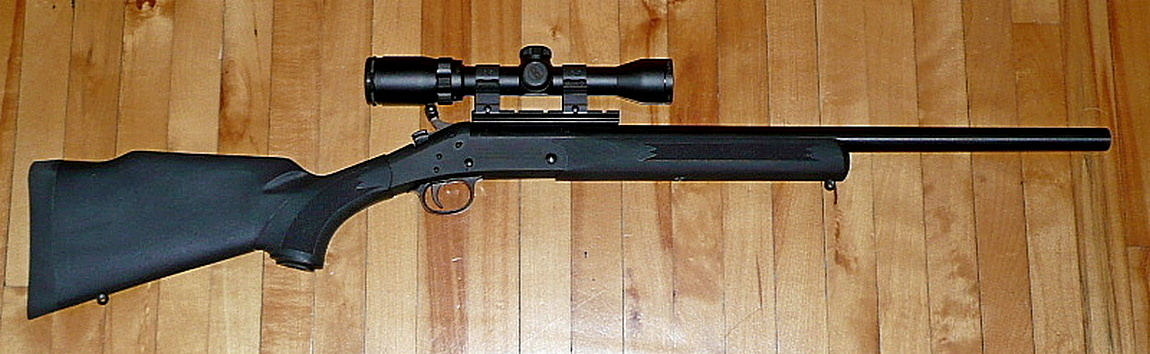
Fusil H&R Handi-Rifle .44 Magnum avec lunette de visée
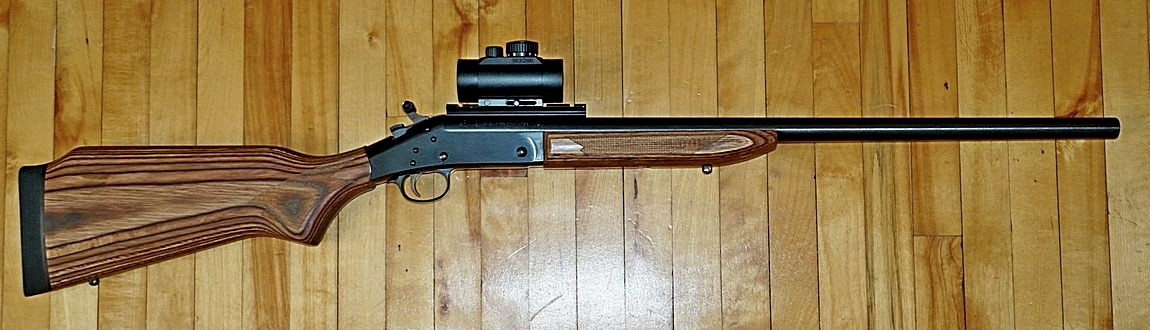
Fusil H&R Ultra-Varmint-Rifle .223 Rem avec viseur point rouge

### Armes à feu à chargement par la bouche
H&R a produit des armes à feu à chargement par la bouche sous les modèles Huntsman et Sidekick, au cours de deux périodes différentes. Durant la première période, le rechargement se faisait avec un bouchon de culasse de type "push in" et était disponible en calibre 12, calibre 58 et calibre 45. À la suite de rapports faisant état d'incendies de suspension causant des blessures et des accidents, ce modèle a été abandonné à la fin des années 1970.
Le nom Huntsman est réemployé sur une carabine à chargement par la bouche nouvellement redessinée au milieu des années 1990. Deux modèles sont produits à cette époque, commercialisés sous les marques H&R et New England Firearms sous les noms de Huntsman et Sidekick. Les deux modèles sont basés sur le nouveau concept de bouchon de culasse fileté ; le Huntsman a le même modèle d'ergot que les lignes Pardner Shotgun et Handi-Rifle produites à l'époque, ce qui permet d'adapter le canon Huntsman à ces actions, tandis que le Sidekick a une distance plus courte entre l'ergot et l'axe de pivotement. La différence dans la position de l'ergot du canon rend le Huntsman applicable aux lois standard sur les armes à feu exigeant une vérification des antécédents, car les canons de fusil à percussion centrale et de fusil de chasse peuvent être échangés sur le même récepteur, tandis que le Sidekick est considéré comme une arme à feu à chargement par la bouche et ne nécessite pas de vérification des antécédents pour l'achat. Les modèles Huntsman et Sidekick étaient disponibles en finition bleuie ou inoxydable, avec des viseurs en fibre optique.
Le canon Huntsman était disponible dans le cadre du programme d'accessoires pour les carcasses de fusils et de fusils de chasse.

#### Baguette
Les chargeurs de bouche Huntsman et Sidekick utilisaient une baguette filetée télescopique conçue pour pouvoir être placée à l'avant de la patte de l'avant-bras tout en respectant la longueur du canon. La tige était utilisée pour placer le projectile sur la majeure partie de la longueur du canon lorsque la tige était repliée, puis la tige était déployée afin d'asseoir complètement le projectile sur la charge.

#### Conception du bouchon de culasse
La nouvelle conception du bouchon de culasse utilisait un porte-amorce en plastique Zytel orange qui alignait l'amorce sur le bouchon de culasse, pouvait être retiré facilement avec des mains gantées ou froides, et servait à indiquer que l'arme à feu était amorcée. Deux bouchons de culasse filetés différents ont été conçus pour les gammes Huntsman et Sidekick, l'un de 5/8 et l'autre de 7/8, qui utilisaient un outil exclusif pour s'adapter à une tête fendue. Le 7/8 a été introduit en premier et a été redessiné avec la production ultérieure utilisant le design 5/8.
De nombreux bouchons de culasse ont été conçus et commercialisés pour les gammes Huntsman et Sidekick, offrant la possibilité d'utiliser une amorce nue, des amorces à percussion, des amorces de mousquet et des cartouches de pistolet à amorce comme la Remington 700 ML, introduite plus tard.
- H&R Huntsman: (premier modèle, produit dans les années 1970). Conception de bouchon de culasse à poussoir, disponible en calibre 12, calibre .58, calibre .45.
- H&R / New England Firearms Huntsman: (deuxième modèle, produit dans les années 1990). Bouchon de culasse fileté, disponible en calibre 50.
- H&R / New England Firearms Sidekick: (deuxième modèle, produit dans les années 1990). Bouchon de culasse fileté, disponible en calibre 50. Version modifiée du second modèle Huntsman avec une distance plus courte entre l'axe de pivotement et l'ergot..

#### Accessoires pour canons
H&R1871 proposait un programme d'accessoires pour canons qui permettait aux propriétaires d'envoyer et de faire monter des canons supplémentaires sur leurs carcasses existantes. Ce programme proposait des canons pour carabines, fusils de chasse et armes à chargement par la bouche à monter sur des carcasses produites après 1987. Le programme d'accessoires pour canons a été interrompu en 2014.

### Équipement militaire

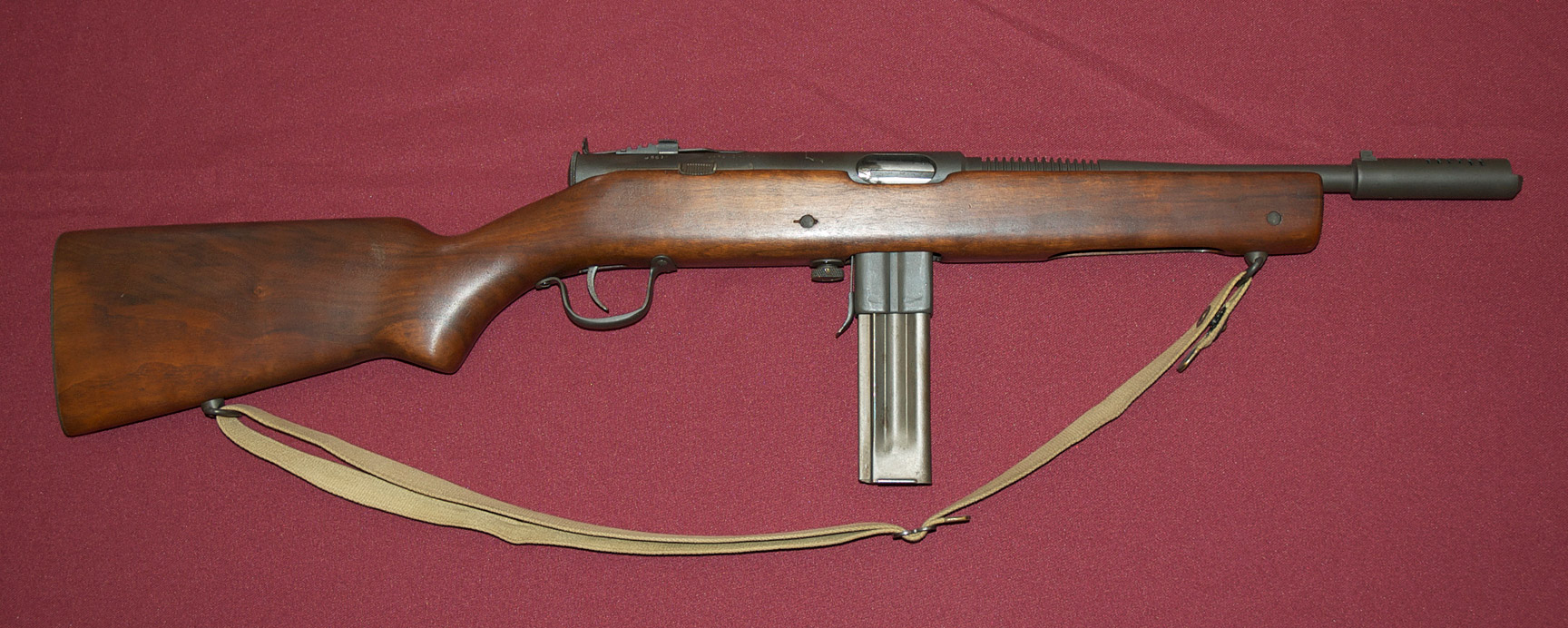
Pistolet-mitrailleur Reising

- Pistolet-mitrailleur Reising: Produit pendant la Seconde Guerre mondiale.
- M1 Garand: Harrington & Richardson s'est vu attribuer des numéros de série allant de 4660001 à 4800000, de 5488247 à 5793847, et 400 fusils numérotés de 6034330 à 6034729. Les principaux composants, tels que le canon, la culasse, le chien, la tige de manœuvre, la sécurité et la gâchette, étaient estampillés d'un numéro de dessin numérique et des initiales du fabricant. Les fusils Harrington & Richardson sont marqués HRA sur toutes les pièces marquées, à l'exception des receveurs, qui étaient estampillés H&R ARMS CO[18].
- T48 FAL (en): Copie sous licence du FN FAL ; 500 fusils de présérie ont été produits pour des essais contre le fusil T44 (M14).
- M14: Parmi les quatre fabricants (H&R, Winchester, The Springfield Armory et Thompson-Ramo-Wooldridge (TRW)), c'est H&R qui a décroché le plus gros contrat (1959-1964) pour la production du fusil M14.
- M16A1: Travaillant dans le cadre d'un autre contrat de l'armée américaine pendant la guerre du Vietnam, H&R est l'une des quatre entreprises (Colt, Fabrique National, General Motors Hydramatic Division et H&R) à avoir fabriqué des variantes du M16 pour l'armée américaine.
- Fusil T223: Copie sous licence du fusil d'assaut HK33.